# Krystyna Pałka (polityk)
Krystyna Pałka (ur. 12 grudnia 1922 w Aleksandrówce w powiecie łuckim, zm. 13 grudnia 2010) – polska spawaczka, poseł na Sejm PRL IV kadencji.

## Życiorys
Uzyskała wykształcenie podstawowe. Pracowała jako spawacz w Dolnośląskich Zakładach Metalurgicznych w Nowej Soli. W 1965 uzyskała mandat posła na Sejm PRL w okręgu Zielona Góra, w parlamencie pracowała w Komisji Pracy i Spraw Socjalnych.
Odznaczona Odznaką Honorową „Za Zasługi w Rozwoju Województwa Zielonogórskiego”. Pochowana na cmentarzu komunalnym miasta Nowej Soli w Otyniu.